# خواجه تاج‌الدین سلمانی
خواجه تاج‌الدین سلمانی اصفهانی خوشنویس صاحب‌نام سده نهم در خط تعلیق و واضع خط شکسته تعلیق است.
برخی ایجاد و ابداع خط تعلیق را به او نسبت می‌دهند و اغلب محققین بر این باورند که او خط شکسته تعلیق را به وجود آورده است. او اگر واقعاً واضع این خط نباشد اول کسی است که به آن سر و صورت کامل داد و تحت قاعده درآورد. او در زمان سلطنت سلطان ابوسعید گورکانی (۸۵۵- ۸۷۲ ه‍.ق) می‌زیست. خط وی را در تعلیق و هم در خطوط ششگانه ستوده‌اند. خواجه تاج در سال ۸۲۱ ه‍.ق در قید حیات بوده و گفته می‌شود در سال ۸۹۷ درگذشته است.